# Makar
Makar is een plaats in de gemeente Makarska in de Kroatische provincie Split-Dalmatië.